# Anthony Tucker
Anthony Glenn Tucker (Washington, 4 aprile 1969) è un ex cestista statunitense, professionista nella NBA, in Italia e in Turchia.

## Palmarès
- McDonald's All-American Game (1987)
- CBA Newcomer of the Year (1997)
- CBA All-Defensive First Team (1997)
- Miglior rimbalzista CBA (1997)